# Фатеево (Московская область)
Фате́ево — деревня в Московской области России. Входит в Павлово-Посадский городской округ. Население — 223 чел. (2010).

## География
Деревня Фатеево расположена в центральной части городского округа, примерно в 1 км к югу от города Павловский Посад. Высота над уровнем моря 127 м. Через деревню протекает река Вохонка. В деревне 1 улица — Поселковая, приписано 2 СНТ. Ближайший населённый пункт — город Павловский Посад.

## Название
Название связано с Фатей, разговорной формой личного имени Фотий.

## История
В 1926 году деревня являлась центром Фатеевского сельсовета Павлово-Посадской волости Богородского уезда Московской губернии.
С 1929 года — населённый пункт в составе Павлово-Посадского района Орехово-Зуевского округа Московской области, с 1930-го, в связи с упразднением округа, — в составе Павлово-Посадского района Московской области.
До муниципальной реформы 2006 года Фатеево входило в состав Рахмановского сельского округа Павлово-Посадского района.
В 2000-х гг. в деревне был сооружён часовенный столб.
С 2004 до 2017 гг. деревня входила в Рахмановское сельское поселение Павлово-Посадского муниципального района.

## Население
В 1926 году в деревне проживало 567 человек (249 мужчин, 318 женщин), насчитывалось 118 хозяйств, из которых 90 было крестьянских. По переписи 2002 года — 241 человек (109 мужчин, 132 женщины).
| 1926 | 2002 | 2006 | 2010 |
| ---- | ---- | ---- | ---- |
| 567  | ↘241 | ↘208 | ↗223 |